# Шибена
Ши́бена —  село в Україні, у Теофіпольській селищній громаді Хмельницького району Хмельницької області. Населення становить 984 особи. До 2020 орган місцевого самоврядування — Шибенська сільська рада. Сільській раді підпорядковувалось село Гаївка.

## Історія
За історичними документами село відомо з 1511 року.
7 (20) листопада 1917 року, відповідно до.Третього Універсалу Української Центральної Ради, увійшло до складу Української Народної Республіки.
Село розташоване у верхів’ях річок Жерді і Збруча, за 20 км від центру селищної громади і за 20 км від залізничної станції Ланівці на лінії Тернопіль— Шепетівка. 
В Шибені міститься центральна садиба колгоспу «Поділля», площа орної землі 3 тис. га. Провідні галузі господарства — рільництво і м’ясо-молочне тваринництво. 
Тут є середня школа, будинок культури, бібліотека; працюють дільнична лікарня, кравецька майстерня.
В селі розміщена ветеринарна лікарня.
12 червня 2020 року, відповідно до розпорядження Кабінету Міністрів України № 727-р «Про визначення адміністративних центрів та затвердження територій територіальних громад Хмельницької області», увійшло до складу Теофіпольської селищної громади.
19 липня 2020 року, в результаті адміністративно-територіальної реформи та ліквідації Теофіпольського району, село увійшло до складу Хмельницького району.